# نیروگاه سیکل ترکیبی خرمشهر
نیروگاه سیکل ترکیبی خرمشهر (در خرمشهر، منطقه آزاد اروند در کیلومتر ۸ جاده قدیم خرمشهر - اهواز، تأسیس ۱۳۸۷)، یکی از نیروگاه‌های ایران از نوع سیکل ترکیبی با ظرفیت تولید ۱۴۵۲ مگاوات است که شامل ۶ واحد گازی ۱۶۲ مگاواتی و ۳ واحد بخار ۱۶۰ مگاواتی (جمعاً ۳ بلوک سیکل ترکیبی) به روش B.O.O (ساخت، مالکیت و بهره‌برداری) در زمینی به مساحت ۱۳۰ هکتار است.
مشاور و ناظر دوره احداث این نیروگاه شرکت مهندسین مشاور نیرو بوده‌است.

## فازهای اجرایی
این نیروگاه در ۳ فاز ساخته شد/خواهد شد که به صورت زیر است:
1. فاز اول، ۴ واحد گازی هر یک به ظرفیت ۱۶۲ مگاوات جمعاً ۶۴۸ مگاوات
2. فاز دوم، ۲ واحد گازی به ظرفیت ۳۲۴ مگاوات
3. فاز سوم، ۳ واحد بخار به ظرفیت ۴۸۰ مگاوات

هم اکنون فازهای اول و دوم این نیروگاه شامل شش واحد گازی افتتاح گردیده است و با ظرفیت تولید ۹۷۲ مگاوات مشغول به کار می‌باشد.

## روز شمار احداث و راه‌اندازی نیروگاه
زمین این نیروگاه در آبان ۱۳۸۵ ه‍.خ. خریداری و در اردیبهشت ۱۳۸۶ ه‍.خ. به پیمانکار این پروژه، شرکت مپنا تحویل داده شد. در ۲۸ اسفند ۱۳۸۷ واحد اول گازی و در ۸ اردیبهشت ۱۳۸۸ واحد دوم گازی و در تیر همان سال واحد سوم گازی به مدار سنکرون شد.
فاز دوم نیروگاه (واحدهای چهارم و پنجم گازی) در خرداد ۱۳۹۴ ه‍.خ. توسط وزیر نیرو افتتاح گردید.

## شرکت صنایع برق و انرژی صبا
شرکت صنایع برق و انرژی صبا از زیرمجموعه‌های بنیاد مستضعفان است. این شرکت از سال ۱۳۸۳ شروع به فعالیت در صنعت برق از طریق مشارکت بخش خصوصی کرده‌است. در حال حاضر این شرکت به همراه یازده شرکت زیر مجموعه خود و در اختیار داشتن چندین نیروگاه بزرگ کشور به عنوان یکی از شرکت‌های معظم و فعال در این حوزه به حساب می‌آید.
در حال حاضر این شرکت با تولید برق در نیروگاه‌های خرمشهر، خرم‌آباد، زرگان، علی‌آباد کتول، چابهار، قم و زنجان بیش از ۴۱۰۰ مگاوات برق (تا سال ۱۳۹۳) را به شبکه سراسری عرضه می‌نماید.